# Feldaufklärungskorps

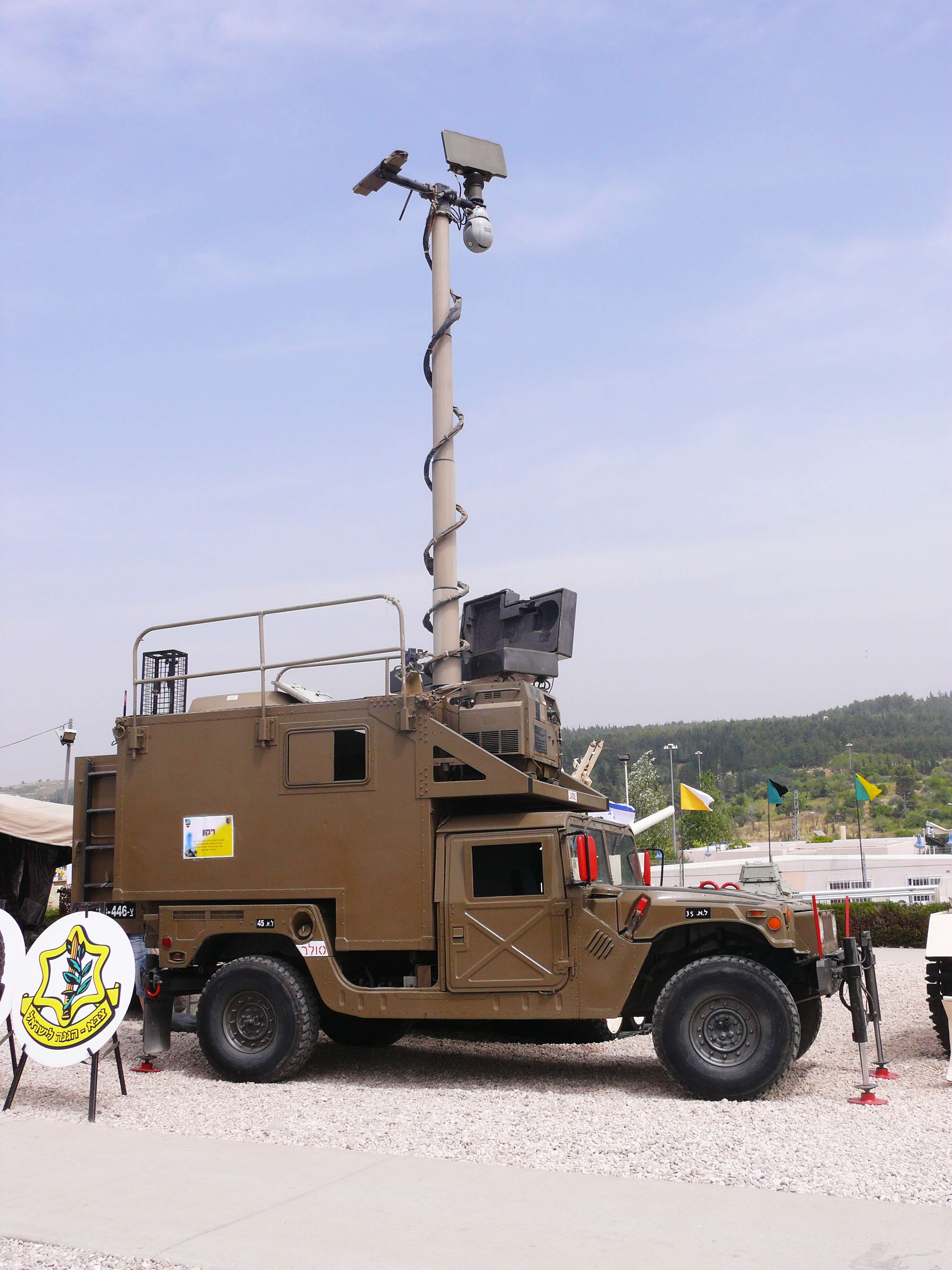
HMMWV „Humer Racoon“ (Waschbär) Aufklärungs- und Beobachtungsfahrzeug des Feldaufklärungskorps.

Das Feldaufklärungskorps (hebräisch חיל האיסוף הקרבי, Hatzofeh Lifnei Hamahaneh; „Kundschafter an der Spitze des Heereslagers“) der israelischen Verteidigungsstreitkräfte (IDF) sind Korps für die militärischen Aufklärung. Sie sind für operative und taktische Aufklärung zuständig, sammeln visuelle Informationen auf dem Gefechtsfeld und leiten sie an Manöverkräfte weiter. Die Einheit wurde im Jahr 2000 aufgestellt.

## Struktur
Das Korps besteht aus einem Hauptquartier, fünf regulären operativen Bataillonen und einer Ausbildungsbasis im südlichen Negev. Hierzu gehören:
- Ajit (hebräisch גדוד עיט, Bataillon 595, Adler). Das Bataillon operiert entlang der syrischen Grenze unter dem israelischen Nordkommando (hebräisch פיקוד צפון, Pikud Tzafon).
- Eitam (hebräisch גדוד איתם, Bataillon 727). Das Bataillon operiert entlang der ägyptischen  Grenze unter dem israelischen Südkommando (hebräisch פיקוד דרום, Pikud Darom).
- Schahaf (hebräisch גדוד שחף, Bataillon 869, Möwe). Das Bataillon operiert im Bereich des Nordkommandos, nahe der Grenze zu Syrien und zum Libanon. Es setzt sich aus Spähern (hebräisch תצפיתניות, Tatspitaniot) und Soldaten zusammen.
- Nitzan (hebräisch גדוד ניצן, Bataillon 636, Knospe). Das Battalion operiert im Bereich des israelischen Zentralkommandos (hebräisch פיקוד מרקז, kurz: Pakmaz, hebräisch פקמ"ז), in der Region von Judäa und Samaria im Westjordanland und in der Nähe der Grenze zu Jordanien. Es setzt sich aus Spähern und Soldaten zusammen.
- Nescher (hebräisch גדוד נשר, Bataillon 414, Geier). Das Battalion operiert im Bereich des Südkommandos am Gazastreifen und in der Nähe der Grenze zu Ägypten. Es setzt sich aus Spähern und Soldaten zusammen.

Sie arbeiten auf verschiedenen Ebenen, von der Division über das Bataillon bis zur Brigade.